# Вербовка (Липовецкий район)
Вербовка (укр. Вербівка) — село на Украине, находится в Липовецком районе Винницкой области.
Код КОАТУУ — 0522280701. Население по переписи 2001 года составляет 520 человек. Почтовый индекс — 22522. Телефонный код — 4358.
Занимает площадь 2,42 км².

## История
В 1946 году указом ПВС УССР село Ротмистровка переименовано в Вербовку.

## Адрес местного совета
22522, Винницкая область, Липовецкий р-н, с. Вербовка, ул. Маяковского, 27